# São Félix
São Félix là một đô thị thuộc bang Bahia, Brasil. Đô thị này có diện tích 95,502 km², dân số năm 2007 là 14805 người, mật độ 155 người/km².